# František Xaver Saint-Julien
František Xaver hrabě Saint-Julien (německy Franz Xaver Johann Nepomuk de Guyard, Graf Saint-Julien von Waldsee) (2. prosince 1756 Nový Světlov – 16. ledna 1836 Skalička) byl rakouský šlechtic, generál a účastník napoleonských válek. Dosáhl hodnosti polního zbrojmistra a aktivní kariéru završil jako velitel v Olomouci. Byl majitelem několika panství na Moravě (Nový Světlov, Skalička).

## Životopis

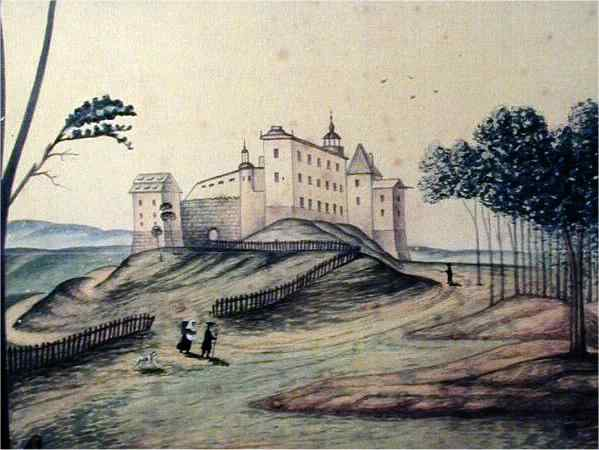
Zámek Nový Světlov

Pocházel ze starého francouzského rodu, který od počátku 17. století sídlil v rakouských zemích a v roce 1638 získal říšský hraběcí titul. Byl synem dlouholetého císařského nejvyššího sokolníka hraběte Jana Josefa Saint-Juliena (1704–1794) a jeho třetí manželky Marie Aloisie, rozené hraběnky Thürheimové (1732–1809). Narodil se na zámku Nový Světlov, který otec získal po své první manželce Karolíně Serényiové. František od mládí sloužil v císařské armádě a v roce 1779 byl jmenován císařským komorníkem. Za francouzských revolučních válek rychle postupoval v hodnostech a v roce 1797 byl již generálmajorem.
V letech 1799–1800 se vyznamenal v severní Itálii a po prohrané bitvě u Marenga (1800) byl vyslán do Paříže k jednání s prvním konzulem Napoleonem Bonapartem. Zde neuváženě bez pověření přijal od francouzského ministra zahraničí Talleyranda nabídku separátního míru, aniž by o tom byli informování rakouští spojenci. Proto byl okamžitě odvolán a po návratu do Vídně krátce uvězněn. Formou nemilosti byl převelen do Sedmihradska, nicméně ještě v roce 1800 obdržel hodnost polního podmaršála. V Sedmihradsku byl velitelem nejprve v Kološváru, později v Temešváru a od roku 1805 v Segedínu. Do bojů proti Napoleonovi se znovu aktivně zapojil až v roce 1809, kdy byl zraněn v bitvě u Teugen-Hausenu. Po skončení války byl jmenován velitelem pevnosti v Olomouci, kde zůstal do roku 1812. Při odchodu do výslužby byl v roce 1812 povýšen do hodnosti polního zbrojmistra.
Zemřel na zámku ve Skaličce, pohřben byl v nedaleké Kelči u kostela sv. Petra a Pavla.

## Rodinné a majetkové poměry
Po otci zdědil panství Bojkovice s Novým Světlovem s dalšími menšími statky, převzal také dědičnou hodnost nejvyššího sokolníka v rakouských zemích, kterou rodina užívala od roku 1712. Panství Nový Světlov držel spolu s mladšími bratry, společně tento majetek prodali v roce 1803 za 277 000 zlatých Haugwitzům. V roce 1807 koupil na severní Moravě od Mattencloitů panství Skalička, kde nechal empírově přestavět zámek a upravit park. Krátce před úmrtím ještě rodový majetek rozšířil přikoupením panství se zámkem Wolfsegg v Horním Rakousku (1835).
Byl dvakrát ženatý, jeho první manželkou byla od roku 1797 Ludovika Leopoldina Chorinská z Ledské (†1800), podruhé se oženil v roce 1800 s hraběnkou Josefínou Lodronovou (1783–1838). Z druhého manželství měl tři děti, nejstarší syn Jan Klemens (1801–1885) dosáhl v armádě hodnosti plukovníka a později byl nejvyšším hofmistrem císařovny Karolíny Augusty.
Jeho mladší bratr Jan Josef Saint-Julien (1758–1829) byl také účastníkem napoleonských válek, uplatnil se též v diplomacii a vysokých funkcích u dvora, nakonec dosáhl hodnosti polního podmaršála a v závěru kariéry byl velitelem v Hradci Králové. Jejich sestra Aloisie (1763–1842) byla druhou manželkou hraběte Jana Prokopa Hartmanna z Klarštejna (1763–1852), který byl významnou osobností společenského a kulturního života v Čechách a nakonec českým nejvyšším maršálkem.